# IC 1940
IC 1940 је спирална галаксија у сазвјежђу Часовник која се налази на листи објеката дубоког неба у Индекс каталогу.
Деклинација објекта је - 52° 8' 22" а ректасцензија 3h 27m 42,0s. Привидна величина (магнитуда) објекта IC 1940 износи 14,0 а фотографска магнитуда 14,8. IC 1940 је још познат и под ознакама ESO 200-26, DRCG 45-178, PGC 12896.